# نواة محركة للعين
تنشأ ألياف العصب المحرك للعين من نواة موجودة في الدماغ المتوسط، وتقع في المادة الرمادية لأرضية المسال الدماغي، وتمتد أمامه لمسافة قصيرة حتى تصل أرضية البطين الثالث. وتمر ألياف العصب المحرك للعين من هذه النواة للأمام عبر السقيفة، والنواة الحمراء ، والجزء الإنسي من المادة السوداء، وتشكل سلسلة من المنحنيات المحدبة وحشيا، وتخرج من التلم (الأخدود) المحرك للعين على الجانب الإنسي للسويقة المخية.
لا تتكون نواة العصب المحرك للعين من عمود متصل من الخلايا، بل تُقسم إلى عدد من النوى الأصغر، مرتبة في مجموعتين، الأمامية والخلفية، ويبلغ عدد أعضاء المجموعة الخلفية ستة، خمسة منهم متماثلون على جانبي الخط الأوسط، في حين أن المجموعة السادسة تقع في مكان مركزي ومشتركة لكلا الجانبين. وتتكون المجموعة الأمامية من نواتين، نواة أمامية إنسية، ونواة أمامية وحشية.
يمكن تقسيم نواة العصب المحرك للعين من وجهة نظر فسيولوجية إلى عدة مجموعات أصغر من الخلايا، كل مجموعة تتحكم في عضلة معينة.
تقع نواة إيدنغر ويستفال بالقرب من النواة المحركة للعين، وهي مسؤولة عن الوظائف اللاإرادية للعصب المحركة للعين، من بينها انقباض الحدقة وتكيف عدسة العين.

## صور إضافية

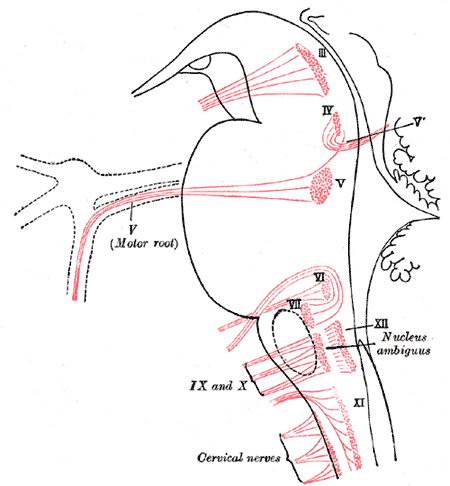
نوى أصل الأعصاب الحركية في الجمجمة ممثلة بشكل تخطيطي ؛ منظر جانبي.
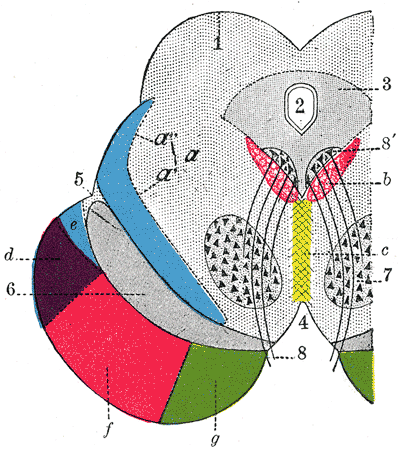
القسم الاكليلي من خلال منتصف الدماغ.
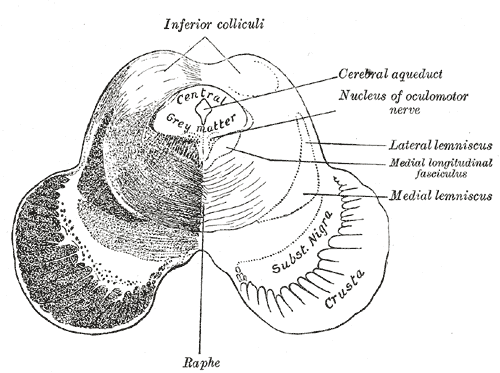
المقطع العرضي لمنتصف المخ على مستوى الركام السفلي.
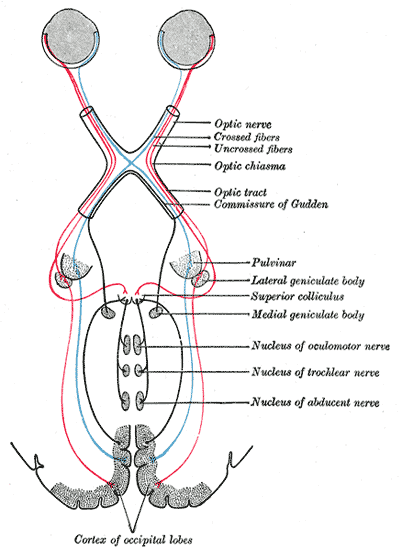
مخطط يوضح الروابط المركزية للأعصاب البصرية والمسالك البصرية.
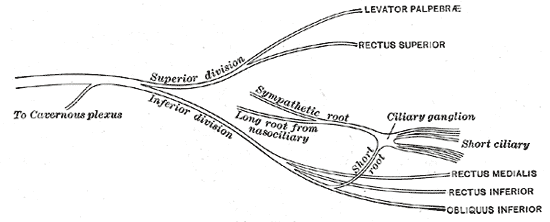
خطة العصب الحركي.
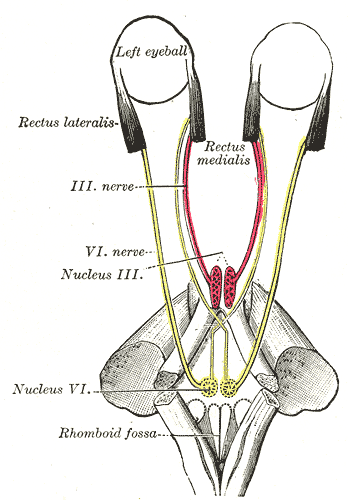
شكل يوضح طريقة تعصيب المستقيم الإنسي والجانبي للعين.
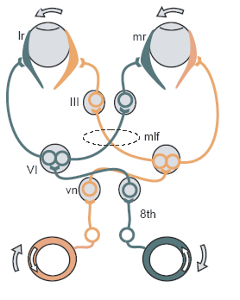
ردهة العين الدهليزي

## روابط خارجية
- أطلس تشريح جامعة ميشيغان n2a4p4 - "Brainstem، Cranial Nerve Nuclei، Section Sagittal، Medial View"
- صور لشريحة دماغية مصبوغة تُشمل "Oculomotor nucleus" على مشروع برين مابز [الإنجليزية]‏
- Steiger، H.-J.؛ Büttner-Ennever، J.A. (1979). "Oculomotor nucleus afferents in the monkey demonstrated with horseradish peroxidase". Brain Research. ج. 160 ع. 1: 1–15. DOI:10.1016/0006-8993(79)90596-1. PMID:102412.
- Gacek، Richard R. (1977). "Location of brain stem neurons projecting to the oculomotor nucleus in the cat". Experimental Neurology. ج. 57 ع. 3: 725–49. DOI:10.1016/0014-4886(77)90105-4. PMID:923675.